# الصعادي (وشحة)

تعديل مصدري - تعديل

الصعادي هي إحدى قرى عزلة ضاعن بمديرية وشحة التابعة لمحافظة حجة، بلغ تعداد سكانها 751 نسمة حسب تعداد اليمن لعام 2004.